# 姫路イーグレッツ
姫路イーグレッツ（ひめじイーグレッツ、英: Himeji Egrets）は、兵庫県姫路市を拠点に活動する女子バスケットボールチーム。現在はWリーグ フューチャーに所属している。創設から2021年まではAC播磨イーグレッツとして活動していた。

## 概要
運営会社はイーグレッツ株式会社。会社経営者の岡田隆人が立ち上げたサッカーチーム・ASハリマアルビオンのバスケットボール部門として2013年に創設（サッカーチームは2016年に独立し、以降は別組織が運営している）。姫路市を中心とした播磨地域を活動拠点としている。チーム名は『AC播磨イーグレッツ』を経て2021年より『姫路イーグレッツ』に改称。イーグレット（Egret）はシラサギの英語名。ホームゲームはヴィクトリーナ・ウインク体育館などで行う。練習用体育館は兵庫県市川町の旧鶴居中学校体育館を占有している。
創設時よりWリーグ参入を目指して活動し、西日本地域リーグ所属を経て、2022-23シーズンからWリーグに所属している。関西以西からWリーグへの参入は2002-03シーズンまでW1リーグ（2部リーグ）に所属していた広島銀行以来20年ぶりで、兵庫県からは初。

## 歴史
- 2013年 - バスケットボールチーム創設[4]。
- 2014年 - 兵庫県実業団連盟に加入
- 2016年 - サッカーチームが別組織の運営となったことを機にチーム名を『AC播磨イーグレッツ』に改称[4]
- 2018年 - 西日本地域リーグ参入
- 2019年 - イーグレッツ株式会社設立
- 2021年 - 1月よりチーム名を『姫路イーグレッツ』に改称（地域リーグ登録名の変更は5月末）[4]。5月のWリーグ理事会でWリーグ参入が決定[1][7]。
- 2022年 - Wリーグ参入。

## 成績
最終結果()内はリーグ参加チーム数。
| 年度    | リーグ       | 回 | レギュラーシーズン | レギュラーシーズン | レギュラーシーズン | プレイオフ | 最終結果 | 皇后杯    |
| 年度    | リーグ       | 回 | 勝                 | 敗                 | 順位               | プレイオフ | 最終結果 | 皇后杯    |
| ------- | ------------ | -- | ------------------ | ------------------ | ------------------ | ---------- | -------- | --------- |
| 2022-23 | Wリーグ      | 24 | 4                  | 22                 | 13位               |            | 13位(14) | 4回戦敗退 |
| 2023-24 | Wリーグ      | 25 | 2                  | 24                 | 14位               |            | 14位(14) | 4回戦敗退 |
| 2024-25 | フューチャー | 26 | 2                  | 23                 | 6位                |            | 6位(6)   |           |

- F:ファイナル、SF:セミファイナル、QF:クォーターファイナル、SQF:セミクォーターファイナル

### 地域リーグ
- 2018 - 8チーム中8位
- 2019 - 8チーム中7位
- 2020 - 7チーム中6位
- 2021 - 9チーム中5位

## 選手とスタッフ

### 歴代ヘッドコーチ
1. 岡田隆造
2. 伊與田好彦（2022年 - 2024年）
3. 天日謙作（2024年 - ）